# Zaydou Youssouf
Zaydou Youssuf (Bordeaux, 11 luglio 1999) è un calciatore francese naturalizzato comoriano, centrocampista dell'Al-Fateh.

## Caratteristiche tecniche
È un mediano che può giocare anche trequartista; ha un buon fisico, è alto un metro e ottandue centimetri, ed è ideale per un centrocampo a due. 
Giovane ma con una discreta esperienza, ha già vestito la maglia della nazionale Under-21 francese.

## Carriera

### Club
Cresciuto nelle giovanili del Bordeaux, ha esordito in prima squadra il 3 dicembre 2016 in un match perso 1-0 contro il Lilla.
Il 5 luglio 2019 viene acquistato dal Saint-Étienne.
Il 4 agosto 2022 viene acquistato dal Famalicão.

### Nazionale
Dopo avere militato in tutte le selezioni giovanili francesi dall'Under-18 all'Under-21 decide di rappresentare le Comore, nazionale delle sue origini, con cui esordisce il 15 novembre 2024 nel successo per 2-1 contro il Gambia.

## Statistiche

### Presenze e reti nei club
Statistiche aggiornate al 22 maggio 2025.
| Stagione             | Squadra              | Campionato           | Campionato | Campionato | Coppe nazionali | Coppe nazionali | Coppe nazionali | Coppe continentali | Coppe continentali | Coppe continentali | Altre coppe | Altre coppe | Altre coppe | Totale | Totale | Totale |
| Stagione             | Squadra              | Comp                 | Pres       | Reti       | Comp            | Pres            | Reti            | Comp               | Pres               | Reti               | Comp        | Pres        | Reti        | Pres   | Reti   |        |
| -------------------- | -------------------- | -------------------- | ---------- | ---------- | --------------- | --------------- | --------------- | ------------------ | ------------------ | ------------------ | ----------- | ----------- | ----------- | ------ | ------ | ------ |
| 2016-2017            | Bordeaux 2           | CFA2                 | 9          | 0          | -               | -               | -               | -                  | -                  | -                  | -           | -           | -           | 9      | 0      |        |
| 2017-2018            | Bordeaux 2           | N3                   | 14         | 7          | -               | -               | -               | -                  | -                  | -                  | -           | -           | -           | 14     | 7      |        |
| 2018-2019            | Bordeaux 2           | N2                   | 3          | 1          | -               | -               | -               | -                  | -                  | -                  | -           | -           | -           | 3      | 1      |        |
| Totale Bordeaux 2    | Totale Bordeaux 2    | Totale Bordeaux 2    | 26         | 8          |                 | -               | -               |                    | -                  | -                  |             | -           | -           | 26     | 8      |        |
| 2016-2017            | Bordeaux             | L1                   | 2          | 0          | CF+CdL          | 0+1             | 0               | -                  | -                  | -                  | -           | -           | -           | 3      | 0      |        |
| 2017-2018            | Bordeaux             | L1                   | 6          | 0          | CF+CdL          | 0+1             | 0               | -                  | -                  | -                  | -           | -           | -           | 7      | 0      |        |
| 2018-2019            | Bordeaux             | L1                   | 11         | 0          | CF+CdL          | 0+0             | 0               | UEL                | 8                  | 1                  | -           | -           | -           | 19     | 1      |        |
| Totale Bordeaux      | Totale Bordeaux      | Totale Bordeaux      | 19         | 0          |                 | 2               | 0               |                    | 8                  | 1                  |             | -           | -           | 29     | 1      |        |
| 2019-2020            | Saint-Étienne        | L1                   | 16         | 0          | CF+CdL          | 0+1             | 0               | UEL                | 6                  | 0                  | -           | -           | -           | 23     | 0      |        |
| 2020-2021            | Saint-Étienne        | L1                   | 29         | 1          | CF              | 1               | 0               | -                  | -                  | -                  | -           | -           | -           | 30     | 1      |        |
| 2021-2022            | Saint-Étienne        | L1                   | 30+2       | 1+1        | CF              | 3               | 0               | -                  | -                  | -                  | -           | -           | -           | 35     | 2      |        |
| ago. 2022            | Saint-Étienne        | L2                   | 1          | 0          | CF              | -               | -               | -                  | -                  | -                  | -           | -           | -           | 1      | 0      |        |
| Totale Saint-Étienne | Totale Saint-Étienne | Totale Saint-Étienne | 76+2       | 3          |                 | 5               | 0               |                    | 6                  | 0                  |             | -           | -           | 89     | 3      |        |
| ago. 2022-2023       | Famalicão            | PL                   | 32         | 2          | CP+CdL          | 6+4             | 1+0             |                    | -                  | -                  |             | -           | -           | 42     | 3      |        |
| 2023-2024            | Famalicão            | PL                   | 32         | 2          | CP+CdL          | 2+0             | 0+0             |                    | -                  | -                  |             | -           | -           | 34     | 2      |        |
| 2024-gen. 2025       | Famalicão            | PL                   | 17         | 2          | CP+CdL          | 2+0             | 0               | -                  | -                  | -                  | -           | -           | -           | 19     | 2      |        |
| Totale Famalicão     | Totale Famalicão     | Totale Famalicão     | 81         | 6          |                 | 14              | 1               |                    | -                  | -                  |             | -           | -           | 95     | 7      |        |
| gen.-giu. 2025       | Al-Fateh             | SPL                  | 16         | 0          | KC              | -               | -               | -                  | -                  | -                  | -           | -           | -           | 16     | 0      |        |
| Totale carriera      | Totale carriera      | Totale carriera      | 220        | 17         |                 | 21              | 1               |                    | 14                 | 1                  |             | -           | -           | 255    | 19     |        |

### Cronologia presenze e reti in nazionale
| Cronologia completa delle presenze e delle reti in nazionale ― Comore | Cronologia completa delle presenze e delle reti in nazionale ― Comore | Cronologia completa delle presenze e delle reti in nazionale ― Comore | Cronologia completa delle presenze e delle reti in nazionale ― Comore | Cronologia completa delle presenze e delle reti in nazionale ― Comore | Cronologia completa delle presenze e delle reti in nazionale ― Comore | Cronologia completa delle presenze e delle reti in nazionale ― Comore | Cronologia completa delle presenze e delle reti in nazionale ― Comore |
| Data                                                                  | Città                                                                 | In casa                                                               | Risultato                                                             | Ospiti                                                                | Competizione                                                          | Reti                                                                  | Note                                                                  |
| --------------------------------------------------------------------- | --------------------------------------------------------------------- | --------------------------------------------------------------------- | --------------------------------------------------------------------- | --------------------------------------------------------------------- | --------------------------------------------------------------------- | --------------------------------------------------------------------- | --------------------------------------------------------------------- |
| 15-11-2024                                                            | Berkane                                                               | Gambia                                                                | 1 – 2                                                                 | Comore                                                                | Qual. Coppa d'Africa 2025                                             | -                                                                     | 90+6’                                                                 |
| 18-11-2024                                                            | Al Hoceima                                                            | Comore                                                                | 1 – 0                                                                 | Madagascar                                                            | Qual. Coppa d'Africa 2025                                             | -                                                                     | 46’                                                                   |
| 20-3-2025                                                             | Berkane                                                               | Comore                                                                | 0 – 3                                                                 | Mali                                                                  | Qual. Mondiali 2026                                                   | -                                                                     |                                                                       |
| 25-3-2025                                                             | Berkane                                                               | Comore                                                                | 1 – 0                                                                 | Ciad                                                                  | Qual. Mondiali 2026                                                   | -                                                                     | 75’                                                                   |
| Totale                                                                |                                                                       | Presenze                                                              | 4                                                                     |                                                                       | Reti                                                                  | 0                                                                     |                                                                       |